# IEEE 802.11s
IEEE 802.11s désigne un standard de réseaux sans fil issu des normes IEEE 802.11 et spécifiant les caractéristiques des réseaux mesh. Ce standard publié en 2011 vise à définir la façon dont les terminaux sans-fils peuvent s’interconnecter pour former un réseau WLAN dit mesh, qui s’intègre à la fois dans des topologies fixes et dans des réseaux ad hoc (pair à pair). Aidé par un certain nombre de volontaires issus de l’industrie et du monde académique, le groupe de travail IEEE 802.11s élabore des spécifications et des designs potentiels pour des réseaux sans-fils mesh. En tant que standard, le texte a été révisé et modifié un grand nombre de fois avant d’atteindre sa version finale. 
802.11 est un ensemble de normes IEEE qui visent à définir les méthodes de transmission de données à travers les réseaux sans fils (communément appelés Wi-Fi). Les technologies les plus déployées sont aujourd’hui définies dans les textes 802.11a, 802.11b, 802.11g, 802.11n ainsi que 802.11ac et 802.11ax, qui concernent les réseaux sans-fils domestiques, d’entreprises et d’établissements commerciaux.

## Motivation
La motivation principale derrière la création du standard 802.11s était de construire, avec une configuration minimale, un réseau sans fil de support, par exemple dans des bureaux ou des blocs d’appartements , que ce soit pour des stations fixes, portables ou mobiles dans une région locale donnée. Ce standard permet également aux corps de contrôle de standardiser l’accès à une ou plusieurs bandes de fréquence.  

## Description
802.11s étend la norme IEEE 802.11 MAC en définissant à la fois une architecture et un protocole qui permettent l’utilisation de requêtes broadcast/multicast et unicast à partir de « métriques radio-compatibles sur topologies multi-sauts auto-configurables ».

## Normes similaires
La 802.11s dépend de façon inhérente des normes 802.11a, 802.11b, 802.11g, 802.11n ou encore de la 802.11ac qui transportent le trafic réseau. Il est toutefois nécessaire de redéfinir un ou plusieurs protocoles de routage de façon à s’adapter à la topologie physique des réseaux réels. Dans cette optique, la 802.11s utilise par défaut le protocole HWMP (pour Hybrid Wireless Mesh Protocol). Toutefois, on peut être amené à faire appel à d’autres protocoles, utilisés dans les réseaux ad hoc (ABR, ZRP, et le routage par localisation), faire du routage dynamique des liens (OLSR, B.A.T.M.A.N.) ou même du routage statique (WDS, OSPF). Vous pouvez vous reporter à la description détaillée de ces protocoles plus loin dans l’article. 
Les réseaux mesh sont souvent constitués d’une multitude de petits nœuds. Lorsque des utilisateurs mobile ou d’importantes charges sont impliqués, une répartition vers d’autres stations est mise en œuvre, non seulement pour la 802.11 mais aussi pour les réseaux GSM, Bluetooth, PCS et autres téléphones sans fil.
La norme IEEE 802.21, responsable de cette répartition entre les nœuds respectant aussi bien la 802.11s et les autres, peut par conséquent être nécessaire. C’est par exemple le cas pour les services dotés d’une plus longue portée - plus petite bande-passante, déployés dans le but de limiter les zones isolées du réseau (ex. : le routage GSM reposant sur OpenBTS). L’accès au réseau mesh par des utilisateurs jusqu’alors inconnus est courante, en particulier pour des services dédiés à des utilisateurs transitoires, c’est pourquoi il est nécessaire d’intégrer la norme IEEE 802.11u à ces réseaux. Celle-ci assure leur authentification sans communication hors-ligne ou inscription préalables. Les approches par portails captifs pré-standards sont également ordinaires.

## Spécifications
- date de création: 2006
- débit: 10 à 20 Mbits/s
- fréquence: 2,4/5 GHz[3]

## Comparaison avec les autres normes IEEE 802.11
| Réseaux locaux 802.11 : standards physiques   | Réseaux locaux 802.11 : standards physiques | Réseaux locaux 802.11 : standards physiques | Réseaux locaux 802.11 : standards physiques | Réseaux locaux 802.11 : standards physiques                                                        | Réseaux locaux 802.11 : standards physiques | Réseaux locaux 802.11 : standards physiques | Réseaux locaux 802.11 : standards physiques | Réseaux locaux 802.11 : standards physiques |
| Protocole 802.11                              | date                                        | Fréquence                                   | largeur de bande                            | Débit binaire                                                                                      | Nombre maximum de flux MIMO                 | Codage / Modulation                         | Portée                                      | Portée                                      |
| Protocole 802.11                              | date                                        | Fréquence                                   | largeur de bande                            | Débit binaire                                                                                      | Nombre maximum de flux MIMO                 | Codage / Modulation                         | Intérieur                                   | Extérieur                                   |
| Protocole 802.11                              | date                                        | (GHz)                                       | (MHz), (GHz)                                | (Mbit/s), (Gbit/s)                                                                                 | Nombre maximum de flux MIMO                 | Codage / Modulation                         | (mètres)                                    | (mètres)                                    |
| --------------------------------------------- | ------------------------------------------- | ------------------------------------------- | ------------------------------------------- | -------------------------------------------------------------------------------------------------- | ------------------------------------------- | ------------------------------------------- | ------------------------------------------- | ------------------------------------------- |
| 802.11-1997 (d'origine)                       | juin 1997                                   | 2,4                                         | 79 ou 22 MHz                                | 1, 2 Mbit/s                                                                                        | NC                                          | FHSS, DSSS                                  | 20 m                                        | 100 m                                       |
| 802.11a (Wi-Fi 2)                             | sept 1999                                   | 5 3,7[A](US)                                | 20 MHz                                      | 6 Mbit/s à 54 Mbit/s                                                                               | 1                                           | OFDM                                        | 35 m                                        | 120 m (5 GHz) 5 000 m[A] (3,7 GHz)          |
| 802.11b (Wi-Fi 1)                             | sept 1999                                   | 2,4                                         | 22 MHz                                      | 1 Mbit/s à 11 Mbit/s                                                                               | 1                                           | DSSS                                        | 35 m                                        | 140 m                                       |
| 802.11g (Wi-Fi 3)                             | juin 2003                                   | 2,4                                         | 20 MHz                                      | 6 Mbit/s à 54 Mbit/s                                                                               | 1                                           | OFDM                                        | 38 m                                        | 140 m                                       |
| 802.11n (Wi-Fi 4)                             | oct 2009                                    | 2,4 5                                       | 20, 40 MHz                                  | 6,5 Mbit/s à 600 Mbit/s (voire 1,2 Gbit/s en utilisant simultanément les deux bandes de fréquence) | 4                                           | OFDM                                        | 70 m (2,4 GHz) 35 m (5 GHz)                 | 250 m                                       |
| 802.11ac (Wi-Fi 5)                            | déc 2013                                    | 5                                           | 20, 40, 80, 160 MHz                         | 6,5 Mbit/s à 6,93 Gbit/s                                                                           | 8                                           | OFDM                                        | 12-35 m                                     | 300 m                                       |
| 802.11ad                                      | déc 2012                                    | 57 à 71                                     | 1,7 à 2,16 GHz                              | jusqu’à 6,75 Gbit/s                                                                                | NC                                          | OFDM ou porteuse unique                     | 10 m                                        | 10 m                                        |
| 802.11af (en)                                 | fév 2014                                    | 0,054 à 0,79                                | 6 à 8 MHz                                   | 1,8 à 568,9 Mbit/s                                                                                 | 4                                           | OFDM                                        | 100 m                                       | 1 000 m                                     |
| 802.11ah                                      | mai 2017                                    | 0,9                                         | 1 à 8 MHz                                   | 0,6 à 8,6 Mbit/s                                                                                   | 4                                           | OFDM                                        | 100 m                                       | 100 m                                       |
| 802.11ax (Wi-Fi 6 et 6E)                      | fév 2021                                    | 1 à 7,1                                     | 20, 40, 80, 160 MHz                         | 8 Mbit/s à 9,6 Gbit/s                                                                              | 8                                           | OFDM, OFDMA                                 | 12-35 m                                     | 300 m                                       |
| 802.11ay (en)                                 | mars 2021                                   | 58,3 à 70,2                                 | 2,16 à 8,64 GHz                             | 20 à 176 Gbit/s                                                                                    | 4                                           | OFDM ou porteuse unique.                    | 100 m                                       | 500 m                                       |
| 802.11be (Wi-Fi 7)                            | 2024                                        | 2,4 5 et 6                                  | 20 40 80 160 320 MHz                        | | 16                                          | OFDMA                                       | 30 m intervalle de garde 0,8 µs             | 120 m intervalle de garde 3,2 µs            |
| Voir aussi : - Wi-Fi - Liste des canaux Wi-Fi |                                             |                                             |                                             | |                                             |                                             |                                             |                                             |

- A1 A2  IEEE 802.11y est équivalent à la norme 802.11a mais utilise la bande de fréquence des 3,7 GHz. Elle n’est autorisée qu’aux États-Unis par la FCC.
- B  par flux MIMO, avec intervalle de garde court (SGI).
- C  par flux MIMO, avec intervalle de garde long.
- D  en mode "single user" et débit maximum pour 8 flux MIMO.

## Historique
Le groupe d’étude 802.11s de l’IEEE 802.11 fut créé en septembre 2003. Il fut transformé en Groupe de Travail en juillet 2004. Un appel à proposition fut lancé en mai 2005, résultant en un ensemble de 15 propositions soumises à vote en juillet 2005. Après une série d’éliminations et de fusions, cet ensemble fut réduit à 2 propositions («SEE-Mesh » et «Wi-Mesh»), qui furent finalement présentées comme une solution conjointe en janvier 2006. Le texte fut accepté en tant qu’avant-projet D0.01 après un vote unanime ayant eu lieu en mars 2006.
Cet avant-projet fut l’objet de modifications issues d’échanges informels, avant d’être soumise à un vote en novembre 2006 sous la dénomination d'Ébauche D1.00.
L'Ébauche D2.00, soumise courant mars 2008, fût refusée avec 61% d’approbation seulement. Après une année consacrée à préciser et affiner le projet, la version D3.00 était aboutie et reçue 79% des voix du WG en mars 2009. Les Groupes de Travail fixèrent comme objectif pour la réunion de mai 2009 la résolution des commentaires issus du dernier bulletin de vote.
En juin 2011, le cinquième bulletin de sponsor pour les Groupes de Travail de l’Ébauche 12.0 fût clôturé, et le projet approuvé à 97.2%.
La parution de la spécification de 2012 (la 802.11-2012) intègre directement les fonctionnalités du routage mesh. La documentation IEEE pour 802.11s dénote cette spécification comme un remplacement.

## Architecture mesh 802.11

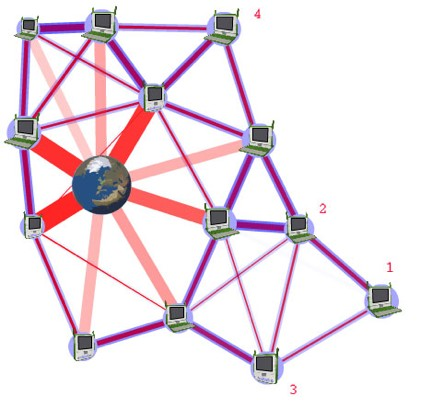
Topologie d'un réseau "mesh"

Un terminal réseau sans-fil mesh 802.11s est appelé « Mesh Station » (mesh STA), ou plus simplement « nœud ad hoc ». Chaque relai forme des liens entre chaque station, à partir desquels des routes peuvent être élaborées en utilisant un protocole de routage mobile ad hoc. Un aspect clé de cette architecture est la présence de liens multi-sauts et le routage de paquets à travers d’autres nœuds vers les nœuds destinations.

### Protocoles de routage
802.11s définit un protocole de routage par défaut (HWMP), mais autorise les fabricants à employer des alternatives en utilisant d’autres protocoles de routage. HWMP est issu d’une combinaison du protocole AODV, qui utilise une approche ad hoc « à la demande » ainsi que le routage à base d’arbres. Un exemple de routage ad hoc à la demande est le DSR (Dynamic Source Routing), ainsi que l’ABR (Associativity-Based Routing). L’approche de routage par AODV est identique à l’ABR. Des travaux ont été menés afin de comparer ces protocoles en détail.
Les STA mest sont des terminaux individuels utilisant des services mesh pour communiquer avec les autres terminaux du réseau. Ils peuvent cohabiter avec d’autres points d’accès 802.11 et proposer un accès au réseau mesh aux autres stations 802.11 (STAs), dont la disponibilité est large. Aussi, les STAs mesh peuvent communiquer avec des passerelles 802.11 qui permettent d’accéder à un ou plusieurs réseaux 802.11. Dans les deux cas, 802.11s fournit un mécanisme de proxy afin de proposer un support d’adressage pour les terminaux 802 non mesh, permettant ainsi aux nœuds de connaître des adresses externes.
802.11s inclut aussi des mécanismes permettant de proposer un accès déterministe au réseau, un framework pour le contrôle de l’encombrement du réseau, ainsi que pour économiser de l’énergie.

### Sécurité
Il n’y a pas de rôles prédéfinis dans un réseau mesh - ni clients ni serveurs, ni initiateurs ni répondeurs. Ainsi, les protocoles de sécurité utilisés au sein des réseaux mesh doivent être des protocoles pair-à-pair (P2P) dans lesquels les différents partis peuvent engager une transmission, simultanément ou non.

#### Méthodes d’authentification des pairs
Entre les pairs, 802.11s définit le protocole SAE (Simultaneous Authentication of Equals ou encore “authentification simultanée des égaux”) basé sur l’établissement et l’échange de clés/mots de passe pour assurer l’authentification. SAE est basé sur le principe d’échange Diffie-Hellman, qui cependant n’implémente pas de mécanismes d’authentification. La clé de chiffrement est alors élaborée à partir d’une clé pré-partagée ainsi que des adresses MAC des deux pairs qui souhaitent communiquer. Lorsque chacun des pairs se sont découverts (et que la sécurité est mise en place), l’échange SAE a lieu. Si l’échange s’est déroulé sans erreur, les différents pairs collaborent pour mettre en place une clé cryptographique renforcée. Cette clé est utilisée avec le mécanisme AMPE (Authenticated Mesh Peering Exchange) pour établir un appairage sécurisé et déduire une clé de session sécurisée pour protéger le trafic au sein du réseau mesh, y compris le trafic de routage.

## Utilisation
La technologie IEEE 802.11s est supportée par de nombreux produits comme open80211s ou encore OLPC. Avec open80211s des maillages réduits de moins de 32 nœuds sont utilisés. Certains de ces projets sont basés sur des versions antérieures de 802.11s.

### Linux

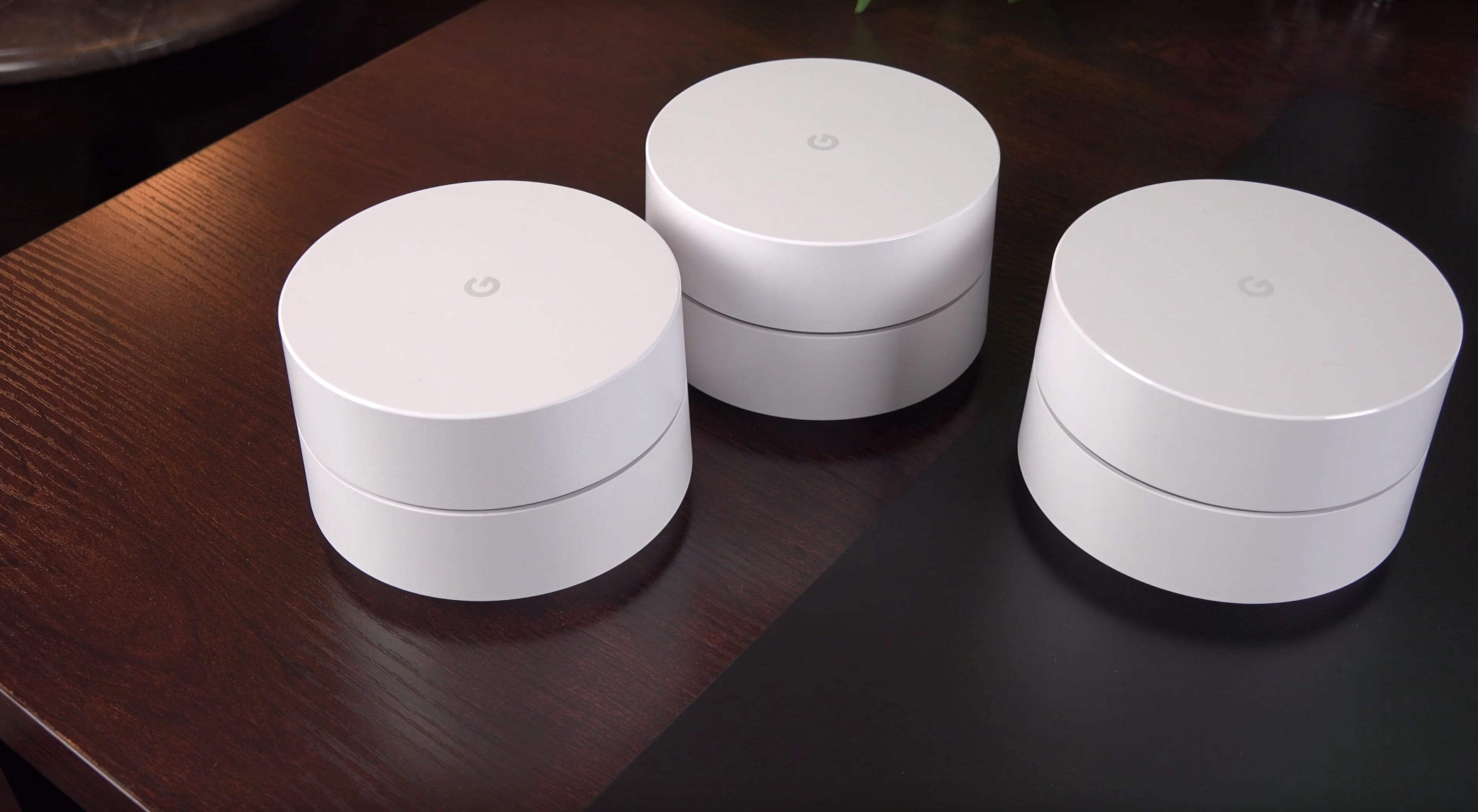
Google Wifi.

Le noyau Linux intègre supporte le réseau en topologie Mesh depuis sa version 2.6.26 (sortie le 13 juillet 2008). La communauté Linux, avec ses nombreuses distributions, propose une base de test hétérogène pour les protocoles comme HWMP. OpenWrt, une distribution Linux pour routeurs, prend également en charge les réseaux maillés.

### BSD
FreeBSD intègre et supporte la 802.11s depuis FreeBSD 8.0.

### Google Wifi
Le routeur Google Wifi utilise le protocole de réseau maillé 802.11s.

### Répéteur Freebox
Le routeur Freebox pop, avec ses répéteurs utilise également le protocole de réseau maillé 802.11s.